# Паункюла (водохранилище)
Па́ункюла (эст. Paunküla veehoidla) — водохранилище в Эстонии в верхнем течении реки Пирита. Образовано в 1960 году. Соединено каналом с озером Юлемисте. Обеспечивает водой город Таллин.
На водохранилище есть несколько островов. Общая площадь водохранилища составляет 451,6 га, из них 420,2 га — площадь водной поверхности и 31,4 га — площадь островов.